# Jamie Lloyd
Jamie Lloyd è un personaggio cinematografico immaginario ideato da Alan McElroy come nuova final girl nel quarto, quinto e sesto sequel della serie di film horror slasher Halloween.
L'introduzione del personaggio di Jamie fu necessaria in quanto Jamie Lee Curtis, non solo rifiutò di riprendere il ruolo di Laurie Strode, ma chiese agli sceneggiatori di includere nella trama la sua morte causata da un incidente stradale. 

## Biografia personaggio
Jamie Lloyd nasce a Haddonfield (Illinois) da Laurie Strode e James "Jimmy" Lloyd - uno dei giovani paramedici che la soccorse nel Halloween del '78 - e viene data in adozione a Richard e Darlene Carruthers - che hanno già una figlia, Raquel ("Rachel" in originale) - nel 1987, quando entrambi i suoi genitori muoiono in un incidente d'auto (vedi Halloween 4 - Il ritorno di Michael Myers). 
Sebbene non abbia mai incontrato lo zio Michael Myers, ha spesso incubi su di lui.

## Film

### Serie originale

#### Halloween 4 - Il ritorno di Michael Myers
31 ottobre 1988, Haddonfield (Illinois). Jamie Lloyd (Danielle Harris), che pur non avendo mai incontrato suo zio Michael ha spesso incubi su di lui ed è tormentata dai suoi compagni di scuola perché imparentata con l'"Uomo nero" locale, viene inseguita da Michael Myers (George P. Wilbur) - appena ha saputo della sua esistenza si è ripreso dal coma ed è corso ad Haddonfield - ma il Dr. Sam Loomis (Donald Pleasence), anche lui arrivato in città, la salva e la porta prima a casa dello sceriffo, dove però vengono raggiunti da Myers, e poi alla scuola elementare della bambina. Michael però li raggiunge anche qui, scaraventa via Loomis e si avventa su Jamie che viene salvata dalla sorella adottiva Raquel. Inseguite da Michael, le due ragazze fuggono fino ad un raduno di poliziotti i quali sparano su Myers uccidendolo. Impressionata dal cadavere dello zio, Jamie gli prende la mano creando così un legame psichico con lui e facendolo rialzare. Mentre i poliziotti fanno nuovamente fuoco su Michael uccidendolo davvero, Loomis riporta Jamie dai Carruthers, ma quando la bambina, indossata una mascherina da clown simile a quella indossata da Michael nel 1978, ferisce la madre adottiva con delle forbici il dottore capisce che è posseduta dalla stessa furia omicida di suo zio e cerca di spararle ma viene trattenuto dallo sceriffo Ben Meeker.

#### Halloween 5 - La vendetta di Michael Myers
31 ottobre 1989, Haddonfield (Illinois). Quando Michael Myers (Donald L. Shanks) torna ad Haddonfield e riprende a uccidere, Jamie Lloyd (Danielle Harris), ricoverata alla Haddonfield Child's Clinic perché ha aggredito la madre adottiva, inizia ad avvertirlo, ha infatti sviluppato un potente contatto telepatico con lo zio, e ad avere convulsioni così scappa dalla clinica ma il Dr. Sam Loomis (Donald Pleasence), informato, la trova Jamie e organizza con lei una trappola: lei dovrà attirare Michael nello scantinato della sua vecchia casa dei Myers dove lui, intanto, avrà preparato una rete in cui farlo cadere. Jamie, in effetti, riesce ad attirare Michael alla casa ma la pugnala alla spalla così lei lo chiama "zio" e, questo, fa sì che l'uomo si fermi, scoppi a piangere e si levi la maschera però, quando Jamie cerca di toccarlo, Michael si ribella e inizia a rincorrerla nuovamente fino ad arrivare allo scantinato dove Loomis, ferito da un precedente scontro con Myers ma vivo, lo fa cadere in una rete.
- scena extra nel Producer's Cut: 1° novembre 1989, Haddonfield (Illinois). Dopo aver portato via Michael Myers dalla prigione cittadina, un misterioso uomo vestito di nero, rapisce anche Jamie Lloyd.

#### Halloween 6 - La maledizione di Michael Myers
30 ottobre 1995, Warren County (Illinois). Dopo essere stata rapita con lo zio nell'Halloween del 1989 dal capo del culto di druidi Culto della Spina (culto che spera di usare a suo favore la leggenda della maledizione del simbolo "Thorn" che ha fatto credere a Michael che l'uccisione di tutti i membri della propria famiglia riporti equilibrio nelle condizioni che affliggono l'umanità), Jamie Lloyd (J.C. Brandy), ora 15enne, dà alla luce un bambino concepito mediante inseminazione artificiale con Michael Myers (George P. Wilbur) ma, poche ore dopo, un'ostetrica la aiuta a scappare insieme al neonato con un camion. Essendosi accorta di essere inseguita da Michael, Jamie trasmette dalla radio del veicolo una richiesta di aiuto per il Dr. Sam Loomis (Donald Pleasence) che la ascolta insieme all'amico Dr. Terence Wynn, direttore del Smith's Grove Sanitarium. Loomis si mobilita subito ma Michael raggiunge Jamie, la fa schiantare col camion uccidendola per poi scoprire che il suo bambino non è nel veicolo. 
- scena extra nel Producer's Cut: Jamie è sopravvissuta ma viene uccisa da un colpo di pistola sparatole dal Dr. Wynn, amico del Dr. Loomis, cosa che devasta enormemente Samuel.